# Números de telefone na França

França (DDI 33: zonas geográficas de telefonia.

O plano de numeração telefônica na França é usado não apenas na França Metropolitana, mas também nos departamentos ultramarinos e em algumas comunidades  coletividades de ultramar. Em 1985, a França passou a adotar um plano de numeração "fechado", de modo que o código de área foi incorporado ao número de oito dígitos de cada assinante. Entretanto, para fazer uma chamada  de Paris para o resto da França, o prefixo 16 tinha que ser digitado antes do número de oito dígitos; para fazer uma chamada para Paris a partir de qualquer outro ponto da França, tinha que ser digitado o prefixo 16 1 
Em 1996, foi adotado um esquema de numeração de dez dígitos:
Números geográficos:
- 01 para a região parisiense (Île-de-France)
- 02 para o noroeste da França e dependências no Oceano Índico
- 03 para o nordeste da França
- 04 para o sudoeste da França
- 05 para o sudeste da França e dependências no Atlântico

Números não geográficos:
- 06 para telefonia móvel
- 07 para telefones celulares  e aparelhos M2M
- 08 para as chamadas gratuitas (numéro vert) ou de custo compartilhado.
- 09 número não geográfico (usado por serviços voice over IP, cujo prefixo era 087)

Internacional:
- 00 : prefixo para chamadas internacionais (prefixo comum à maior parte dos países)
- O código telefônico da França é 33.

O prefixo 09 foi introduzido em setembro de 2006, pela Autorité de Régulation des Communications Électroniques et des Postes (ARCEP), e os números mais antigos, como 08 7X XX XX XX foram substituídos por 09 5X XX XX XX (no caso de serviço telefônico oferecido por provedor de Internet gratuito).
Os códigos de área de dois dígitos foram permanentemente incorporados ao números locais, de oito dígitos. Assim, todos os números geográficos são discados no formato de dez dígitos, mesmo para chamadas locais. 
O código de discagem internacional também mudou de 19 para 00. Após a liberalização em 1998, os assinantes puderam ter acesso a diferentes operadoras, substituindo o '0' (omitido dos números, quando as chamadas são feitas de fora da França) por outro dígito. Por exemplo, a extinta Cegetel requeria  que os assinantes discassem o '7', e.g.: Paris 71 xx xx xx xx, em vez de 01 xx xx xx xx.  Da mesma forma, o código de discagem internacional para a Cegetel era '70', em vez de '00'.
Como proceder:
- Para telefonar de outro país para a França: o zero inicial deve ser omitido.

Por exemplo, para ligar, do Brasil, para o número 01 44 11 10 30, em Paris, deve-se digitar 00 + código da operadora brasileira + 33 1 4411-1030. No Brasil, para fazer chamadas internacionais através da telefonista (para a França ou qualquer outro país), o número é 0800-703-2111.
- Para ligar de dentro da França para qualquer telefone no país: é necessário usar os dez dígitos (inclusive se o usuário estiver na mesma cidade do número para o qual está ligando).

- Para ligar da França para outro país: digitar 00 + o código do país + o código da cidade + número do telefone.

Ao telefonar para o  Brasil, por exemplo, deve-se digitar 0055  + o prefixo da cidade brasileira + o número do telefone com o qual se deseja falar. Se a ligação for a cobrar, deve-se discar 0800-990055 (uma telefonista brasileira completará a chamada).